# Karel Emil z Fürstenbergu
Karel Emil princ z Fürstenbergu (Karl Emil Egon Anton Maximilian Leo Vratislav Prinz zu Fürstenberg; 16. února 1867 Praha – 21. února 1945 Strobl) byl rakousko-uherský diplomat z rodu Fürstenbergů. Od mládí působil v diplomacii a zastával funkce v různých evropských zemích, nakonec byl rakousko-uherským velvyslancem ve Španělsku (1913–1918). Jeho vnukem byl český politik a ministr zahraničí Karel Schwarzenberg.

## Životopis

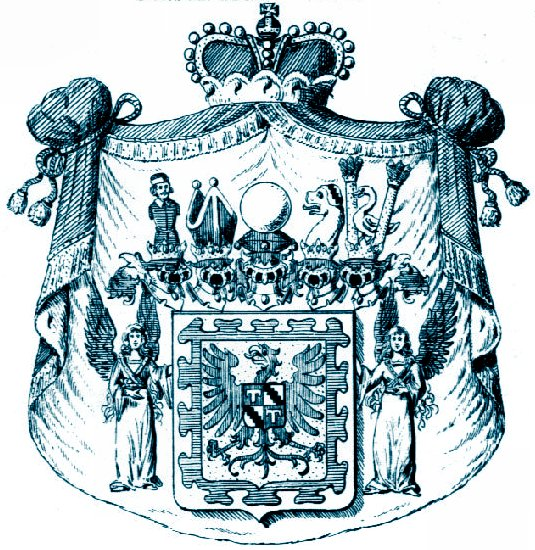
Erb rodu Fürstenbergů

Pocházel z významné šlechtické rodiny Fürstenbergů, narodil se v Praze jako druhorozený syn knížete Maxmiliána Egona I. Fürstenberga (1822–1873), matka Leontina (1843–1914) patřila ke knížecí rodině Khevenhüller-Metsch. Karl Emil původně sloužil v armádě a v hodnosti poručíka c. k. zeměbrany byl převeden do zálohy. Od roku 1892 působil v diplomatických službách a vystřídal nižší posty v několika evropských zemích, jako attaché pobýval například v Paříži a Římě. I když v české politice nijak aktivně nevystupoval, spolu se starším bratrem se hlásil ke Straně ústavověrného velkostatku. Po sňatku v roce 1902 byl vyslaneckým radou v Bruselu a v letech 1905–1909 velvyslaneckým radou v Petrohradě. Pak postoupil do vyšších funkcí a byl vyslancem v Sasku (1909–1911) a Rumunsku (1911–1913). Nakonec se stal rakousko-uherským velvyslancem ve Španělsku (1913–1918), po rozpadu monarchie odešel do výslužby. 

## Tituly a ocenění
Jako mladší syn knížete užíval od narození titul princ. V roce 1892 se stal c. k. komořím a při jmenování do funkce velvyslance obdržel v roce 1913 titul c. k. tajného rady s nárokem na oslovení Excelence. Během dlouholeté diplomatické služby získal řadu vyznamenání v Rakousku-Uhersku i v zahraničí. Byl také čestným rytířem Maltézského řádu a v roce 1920 získal Řád zlatého rouna.
- rytířský kříž Leopoldova řádu (Rakousko-Uhersko)
- Řád železné koruny III. třídy (Rakousko-Uhersko)
- Řád sv. Stanislava I. třídy (Rusko)
- Řád Leopolda (Belgie)
- Řád italské koruny (Itálie)
- Řád rumunské koruny (Rumunsko)
- Řád rumunské hvězdy (Rumunsko)
- rytíř Řádu Albrechtova (Sasko)
- Vévodský sasko-ernestinský domácí řád (Sasko)
- rytíř Řádu čestné legie (Francie)

## Rodina
V roce 1902 se na zámku Keszthely oženil s hraběnkou Marií Festeticsovou (1881–1953), dcerou významného uherského magnáta Tassila Festeticse (1850–1933), který byl v roce 1911 povýšen do knížecího stavu. Z jejich manželství pocházelo pět dětí:
- 1. Tassilo (20. 6. 1903 Brusel – 15. 7. 1989 Strobl), manž. 1938 Clara Agnelli (7. 4. 1920 – 19. 7. 2016), jejich dcerou byla herečka Ira von Fürstenberg, II. manž. 1975 Cecilie Amalie Blaffer (17. 12. 1919 Houston – 17. 11. 2006)[12]
- 2. Antonie (12. 1. 1905 Brusel – 24. 12. 1988 Vídeň), manž. 1934 kníže Karel VI. Schwarzenberg (5. 7. 1911 Čimelice – 9. 4. 1986 Vídeň), jejich synem byl politik Karel Schwarzenberg (1937–2023)[13]

- 3. Marie (29. 11. 1907 Vídeň – 24. 2. 1945 Davos), svobodná a bezdětná[14]
- 4. Karolina (19. 11. 1912 Vídeň – 26. 7. 1930 Strobl)[15]
- 5. Georg (13. 8. 1923 Strobl – 7. 1. 2008 tamtéž), I. manž. 1960 Kristina Colloredo-Mansfeldová (* 19. 12. 1940 Praha), rozvedeni roku 1965, II. manž. 1978 Victoria Taves Pullen (* 23. 3. 1957 Rio de Janeiro), rozvod 1997[16][17]

Karlův starší bratr Maximilián Egon II. z Fürstenbergu (1863–1941) patřil k významným osobnostem v Čechách, byl též členem rakouské Panské sněmovny. Po vzniku Československa prodal státu své hlavní sídlo v Lánech a později i hrad Křivoklát.
Z příbuzenstva Karla Emila se diplomacii věnoval také jeho strýc hrabě Rudolf Khevenhüller-Metsch (1844–1910), který byl rakousko-uherským velvyslancem ve Francii.